# インドシナ銀行
インドシナ銀行（フランス語: Banque de l'Indochine、漢字名：東方滙理銀行（Đông phương hối lý ngân hàng））はフランスの植民地銀行である。インドシナ銀行は1875年に創設されて、1888年の大統領デクレにより極東植民地の全域を営業圏とした。母体であるパリ割引銀行が翌1889年に清算・改組されたのをきっかけに、雲南鉄道やジブチ・エチオピア鉄道などの利回りが高い事業を独占する事業銀行へ成長した。フランスの発券銀行で唯一、インドシナ銀行は利子付当座預金を受け入れた。そこで累積したインドシナ国庫預金を輸出し、極東にフランス・ピアストル通貨圏を形成した。戦後は1974年スエズ金融に買収されてインドスエズとなり、やがてクレディ・アグリコルへ売却されて現在に至る。

## 概要
エルネスト・ルーム という男は、植民地省アジア局長、フランス領西アフリカ総督ならびにフランス領インドシナ総督を歴任した。1907年インドシナ銀行の役員となったが、1925年に同行の歴史を回顧している。
半世紀近くの間、まれにみる一貫した計画性のもとに政府が遂行してきた（インドシナ銀行という）事業はおよそ達成されたようだ。この計画は植民地・外務・大蔵三省の合同事業であった。インドシナ銀行とは、極東植民地において紙幣と証券を保証することで、フランスがその地の政治を手中に収め帝国主義を実現する手段となる事業であった（中略）。中国の主要諸都市、およびシャムやマレーシアで、フランスの金融事情はしばしば政治に反映された。金融と政治の関係は地元に知れわたっており、やんごとなき我がインドシナ銀行がまさにそれだと言われている。
同行の創立から1913年にわたる歴史および戦間期の改組問題については、横浜国立大学の権上康男が詳細な研究を発表している。一方、同行戦後史の研究は日本語での発表が十分になされてきたとは決していえない。
1850年代初頭から1870年代中葉にかけて、フランスは8つの植民地銀行をつくった。そしてインドシナ銀行を除く7行は総じて芳しくなかった。ニューカレドニア銀行は倒産した。アルジェリア銀行（フランス語版）も経営危機に際して改組・再建された。マルティニク銀行、グアドループ銀行（フランス語版）、レユニオン銀行（フランス語版）、ギアヌ銀行、セネガル銀行は、経営規模がとるにたらぬものであった。いくつかは現BPCEである。インドシナ銀行だけは国境をまたにかける独占体へ成長した。
1887年から1913年までの期間におき同行は、植民地公債だけでなく以下のインドシナ企業が発行した株式または社債までも引受けた。インドシナ鉄道研究シンジケート、インドシナ農業開発促進灌漑一般会社、インドシナ水道電力会社、インドシナ酒精会社とその子会社、アジア飲料会社、ツーラン船渠炭鉱会社、インドシナ鉱山研究シンジケート、プノンデク鉄鉱床研究シンジケート、インドシナ鉱山会社、インドシナ商事連合会社、インドシナ・ゴム栽培会社、トンキン製糸会社。いずれも公共政策を牽引する一流企業であった。権上が注意を促すには、ツーラン船渠炭鉱会社とインドシナ商事連合会社はいずれも、リヨン資本で創設され、当植民地の太守と謳われたインドシナ銀行役員Ulysse Pilaが社長であった。
インドシナ銀行は中国でも事業を展開した。雲南鉄道は中核として、インドシナ銀行の独占ビジネスであった。敷設のための予備調査から建設、完成した鉄道の経営にいたるまでの過程で生じた各種事業の全てが、インドシナ銀行の資金で行われた。なかでもインドシナ・雲南鉄道会社の創設に際しては、その11人からなる役員会に4人を派遣し、内3名に社長・副社長・代表取締役の肩書きを与えた。インドシナ銀行は中国事業専門の子会社をもたなかったので、ベルギーの海外銀行（Banque d’Outre Mer）の子会社である東洋国際会社（Compagnie Internationale d’Orient）に参加した。この東洋国際会社は租界の不動産事業をプロモートした。インドシナ銀行は上海租界に対して貸し付けたり公債を引き受けたりしたが、そこへ1906年電鉄電灯会社を創設した。
エチオピアでは1909年にジブチ・エチオピア鉄道の創設に参加した。雲南鉄道並みの大事業であったので、社長はエルネスト・ルームが務めた。インドシナ銀行は定款を逸脱してモロッコでも事業に参加した。公債発行（1904年と1910年）、対政府貸付（1902年と1907年）、モロッコ一般会社の創設（1912年）の5件である。日本も定款で出店が許されていなかったが、1904年日本国債で香港上海銀行が引受けた一部をインドシナ銀行が下引受した。パリバと日本興業銀行の準備によって、日仏銀行の創設にも参加した（1907年と1912年）。本国はモロッコでの全事業と日仏銀行への参加を公式には認めなかった。
インドシナ銀行は驚異的な収益率で内部留保を蓄え、二度の世界大戦と戦間期の特権更新をめぐる政争を耐え抜いた。戦後インドスエズとなって欧州・アフリカへ進出し、やがてクレディ・アグリコルへ組み込まれた。ひたすら膨張し続けるインドシナ銀行の歴史は、金融と政治、あるいは双方に君臨した200家族の閨閥が織り成した運命である。事実、インドシナ銀行は特権銀行であるにもかかわらず、民間銀行と何ら変わらないほどの経営裁量を与えられて利潤追求を至上命題に動いてきた。
もっとも、インドシナ銀行の母体となったパリ割引銀行が、多国籍複合企業の形成とそれによる独占を創設当初から志向したかは疑わしい。パリ割引銀行が一度清算されてから、インドシナ銀行は財閥路線となった。そこへ至るまでの歴史にも、パリ割引銀行に対する内憂外患の現れがいくつか見えるのである。

## 割引へ割り込み
1865年11月26日、コーチシナ総督のローズが植民地大臣へ植民地銀行の設立を提案した。高利貸しが農民へ年利200-300%で貸しているから、植民地銀行が20%ほどで貸し付けて行政制度を確かなものとしようという趣旨であった。
1872年2月15日、クレッセルという素性の分からない男が植民地省へ「サイゴンに発券銀行を設立する計画書」を書き送った。クレッセルはローズと同じく「資本の極端な高価」を動機としたが、実際問題も指摘した。
まずイギリスとの競争である。コーチシナは香港・シンガポールを中心とするピアストル通貨圏であった。そして香港上海銀行、チャータード銀行、オリエンタル・バンクといったイギリス系銀行は、香港・シンガポールからサイゴンへ資金をもちこみ支店を出していた。そこでクレッセルは、競争力を確保すべく、設立する植民地銀行の経営にフランス政府は原則として不干渉であるべきとした。インドシナ銀行とは対照的に、概要でふれたマルティニク銀行、ガドループ銀行、レユニオン銀行、ギアヌ銀行、セネガル銀行は、いずれも完全な国家統制を受けた。
プレイヤーにはイギリス系銀行のほかにパリ割引銀行もあった。植民地銀行を出すにしてもパリ割引銀行が収益の期待できる業務を全ておさえていた。そこでクレッセルは、植民地銀行の設立に際してパリ割引銀行の協力を得ることが望ましいと述べた。彼はこの点、パリ割引銀行に極東植民地全てを管轄する支店を設立させる第一案と、パリ割引銀行がそれを辞退した場合に独立して資金を結集するための第二案を示した。植民地銀行は1851年法で出店を植民地に制限されていたが、第二案はインドシナ銀行本店をパリに出すものとした。また、この第二案における業務範囲についてクレッセルは具体的事項を冗長に列挙し、要は無制限であるべきとしたのである。この第二案は結果的に採用されなかった。しかし、結局は役員会をパリの大株式銀行が支配することになった。
1872年6月初頭、植民地省とパリ割引銀行は創設をめぐり接触した。8月20日、パリ割引銀行はクレッセルの第二案に相当する提案を書き送った。同行は1873年3月15日付役員15人の連名書簡で、植民地大臣へその行名をもってインドシナ銀行の設立を正式に提案し、定款の準備まで申し出ている。この3月15日から1874年夏まで交渉が中断しており、しかし中断と再開の理由はよく分かっていない。同年10月21日、商工信用銀行が第二案相当の提案をした。翌日、パリ割引銀行から第一案相当の提案がなされた。コーチシナ金融市場を苦労しながら開拓したパリ割引銀行側から、競争相手の商工信用銀行に有利な提案がなされたことになる。不思議な提案がなされた理由は知るすべがない。権上の資料閲覧希望に対し、パリ割引銀行後身のパリ国民銀行（BNP）が「1889年以前の資料は全て失われました」と述べている。10月末から11月初頭にかけて、植民地省は困惑しながらもパリ割引銀行と商工信用銀行の協調を斡旋した。そこでクレッセルの第一案に基づく両行対等原則ができあがった。そこからの定款をめぐる手続には何の障害もなく、そのまま1875年1月21日の大統領デクレでインドシナ銀行は認可された。
インドシナ銀行創設株は合計で16,000株、しめて800万フランであった。パリ割引銀行と商工信用銀行はそれぞれ半分を発行した。具体的な主要株主とその保有株数は次のとおり。パリ割引銀行の頭取・役員・監査役らが3,555、パリバが3,000、200家族のミラボーが300、商工信用銀行が1,200、その頭取・副頭取・役員ら7名が1,250、商工信用銀行に創立されたマルセイユ商工信用銀行が600、フランス・エジプト銀行が1,000、その役員1名が300、リヨン預金銀行の頭取・副頭取・役員・監査役8名およびリヨン居住者が1,200、Armand Donon グループのパリ金融社が800、貴金属取引を専門とする個人銀行アラール（A. Allard）が600、ストラスブール資本が425であった。

## 遠巻きに回り込む狼たち
1875年2月末にかけて役員会は何度も基本事項を話し合って決めた。ここで、パリ割引銀行の支店を継承してサイゴン支店とすることとなった。12月1日、製造を委託してあったフランス銀行から銀行券を納入された。これをサイゴン支店が受領したのは翌1876年1月8日である。一方、春にオリエンタル・バンクが撤退したポンディシェリにも、1877年1月8日に支店を出した。ポンディシェリ支店の銀行券は植民地の狭さに流通が制限された。フランス人商人の資金難を救い、欧州宛の落花生輸出手形を買い、それなりの意義と収益をもった支店であったが、しかし肝心の資金をパリ本部やコルレス網の向こう側から金をかけて集めなければならなかった。
インドシナ銀行の営業圏は、1884年までの10年間こそ1875年の大統領デクレに従いコーチシナとインドの両植民地に留まっていた。しかし1885年からは一転して経営拡大した。それまではサイゴン支店が本稿の焦点となる。サイゴンでは役員会のイニシャティブにより、巨額の償却と積立が行われた。

### 香港しか出口がない
コーチシナの村々は無数の水路に面していた。それら水路は商業都市チョロンを結節点とした。水路をつかった貿易と金融はチョロンの華僑が支配していた。彼らがローズの言う年利200%でふっかけていたかというと極端な表現であった。しかしこの三毛作が当然のように行われている地域では一般的な利子が月ごと3-4%もついた。これを複利計算すると年利36-48%に相当する。コーチシナでは宗主国の諸法律により、銀行が債権回収に回りきれない数の小規模自作農が生まれていた。未収穫担保貸付の危険もあって銀行は指をくわえていた。それで華僑が貸していた。インドシナ銀行はコーチシナ政庁と折衝した。1876年4月21日の正式妥決をもって債権回収の目途が立った。その策とは、利子15%のうち3%を政庁の取り分とするが、それを原資に政庁が債務保証するというものである。政庁の赤字および債務者の身元混乱を防ぐため、貸付申請は債務者がいる村の官印と、村長および名士2名の署名を要した。これでも政庁にとっては過大な負担であったので、未収穫担保貸付は伸びなかった。高利貸しは追放されないどころか、低利の未収穫担保貸付を受けることで間接金融を営む始末であった。こうして華僑は米を買い付ける資金を蓄えた。インドシナ銀行は米輸出手形を買い取り、為替収支を黒字基調とすることができた。米は欧州でなく東アジアで消費された。するとサイゴン市場に欧州宛の手形は少なかった。このためサイゴン支店は、宗主国への利潤送金等に際し香港で欧州宛の手形を買った。
サイゴン支店は銀行券を華僑の間からコーチシナ全体へ流通させた。銀行券は額面が大きかったので専ら遠隔地同士での巨額取引に使われた。すると余った一定割合がピアストルへ兌換された。この割合は小さくない。華僑がピアストルを使う目的は、散らばった無数の小規模自作農から米を買い付けることにあった。インドシナ銀行は4-5月の一週間あるいは数日という短期間に集中して毎年10-20万ピアストルを払い戻した。華僑は米の収穫が終る初夏までに買い占めるが、旬をすぎて出荷量が落ち込み値上がりするのをねらって米を売った。インドシナ銀行は毎年の兌換という試練をくぐるため香港からピアストルを仕入れた。しかし極東において雑多な通貨の出回る中、ピアストルは通貨価値にプレミアムがつくほど人気があった。10万単位で香港のコルレス先に注文しても数万しか用意できないと言われたとき、サイゴン支店はコーチシナ政庁から国庫準備金を借り受けるしかなかった。1907年恐慌まで、アジア通貨危機はごくありふれたものだったのである。清仏戦争時の通貨危機は特に急であった。1883年6月に清の劉永福がフランス軍と開戦し、8月のユエ条約（アルマン条約）で安南がフランスの植民地となった。この秋からインドシナ銀行へ兌換請求が殺到した。冬までに30万ピアストルが流出した。その3/4が香港上海銀行経由で香港へ送られた。インドシナ銀行はロンドン・パリだけでなくサンフランシスコからも送料を負担して銀貨を調達した。こうしてアジアに電解精錬された銀貨がばらまかれたが、1881年まで固定相場1ピアストル＝5.4フランであったものが、4.7フランへ急落していた。1884年8月にはコーチシナ政庁からトンキン遠征用に大量の兌換請求があった。インドシナ銀行は1885年4月までに246万5000ピアストルを払い戻した。インドシナ連邦が1887年10月に発足したころ、ピアストル相場は4フランを割り込んでいた。

### アンタント・クーデター
フランスは大不況とアフリカ分割と清仏戦争を同時展開した。インドシナ銀行はじり貧を抜け出せなかった。目先の決済にピアストルを集めるが、しかしピアストルは値崩れしていく。その裏で鉱業と金属に事欠かぬロスチャイルド、これと組んで米英仏の電力を握ろうとするJPモルガン、そして彼らが電解精錬であふれさせる銀貨。インドシナ銀行のパリ割引銀行代表者は、同行の発券業務を頼みに世界閨閥へ挑み続けた。1885年4月1日にハイフォンで支店を開き、また5月15日の株主総会で役員会は、植民地という発券市場の拡大に対して無上の期待を述べた。この年、流出にめげずフランス・ピアストルを鋳造するようになった。一昨年夏から特権更新も催促していた。しかし放置された。1885年12月に検討が再開されて、翌年1月にまた交渉が中断した。このときソシエテ・ジェネラルがトンキン・安南における発券特権の獲得をめざしていた。このトンキンは植民地省ではなくて外務省の管轄であった。外務大臣がポール・ベールを総務長官とし、同氏がソシエテ・ジェネラルの代理人エドモン・ルコペに銀行特権を与えた。ソシエテ・ジェネラルは代理人から得た特許をフランス政府に追認させようと走り回った。こうしてインドシナ銀行の交渉が中断されたのである。根回しは1887年秋に発覚して、インドシナ銀行はトンキンへの特権拡大を一層強く主張するようになった。植民地省としては白黒つけるわけにもゆかず、仲良くしてくれという行政指導をして、11月4日と12月8日に両行間で相互に覚書を交換させた。その骨子は2項目で、まずインドシナ銀行がソシエテ・ジェネラルに2人分の役員枠を与えるというものと、さらに8,000の新株を発行し半分をソシエテ・ジェネラルに譲るというものであった。それが数字どおり対等を意味するものであったならば、これから述べるような急展開はなかったであろう。
覚書の交換がすんでから特権更新をめぐる交渉が再開された。1888年2月20日の大統領デクレにより更新が果された。その骨子は3項目であった。まず特定の支店・出張所設置の義務。次に特権を有す営業圏の拡大。これら2項目においてはニューカレドニアへの進出が必至であった。最後の項目は特権の有効期間を定め、1895年1月21日から10年延長するとした。1888年7月前半に行われた新株引き受けは、明細の分かる資料が残っていない。ともかく、ソシエテ・ジェネラルは同年8月4日にオクタヴ・オンベルグを役員会へ送り込んだ。1889年3月初頭、パリ割引銀行が銅・錫投機に失敗し払い戻しができなくなった。インドシナ銀行は、この渦中にあって自殺したダンフェール・ロシュロー（Eugène Denfert-Rochereau）と引責辞任者2名、計3人の指導的役員を失った。そしてパリバとソシエテ・ジェネラルの人材が地位についた。そしてパリバ出身のソッテルが、パリ割引銀行の次なるコルレス先として、オタンゲル、マレ、ベルヌ、エーヌ、アンドレ・ヌフリーズ、ゴーゲルの6行とユニオン・バンク（Union Bank of London、現ナショナル・ウエストミンスター銀行）を頼ることとし、5月16日に役員会の承認を得た。これは植民地大臣公認のコルレス銀行でなくてはならないとする定款19条に反していた。6月26日にソシエテ・ジェネラルとパリバが植民地大臣に公認されてからも、列挙したオートバンク6行との信用契約も、ユニオン・バンクとのそれも、打ち切られなかった。パリ割引銀行は、インドシナ銀行、ソシエテ・ジェネラル、商工信用銀行、パリバ、クレディ・リヨネが信用保証したフランス銀行のベイルアウト140万フランにより清算された。そしてパリ国民割引銀行（CNEP）へ改組された。1890年5月14日、インドシナ銀行はCNEPとの間に業務関係を開くとともに、新銀行頭取で元フランス銀行総裁のドゥノルマンディーと新銀行役員のメルセをインドシナ銀行の役員会へ迎え入れた。1891年、銀価格が奈落へ落ちてインドシナ銀行の資本金を元にした利益率が底を打った。1892年6月15日、ドゥノルマンディーはインドシナ銀行の頭取に推された。インドシナ銀行の役員会は1896年初頭に再び拡大し、クレディ・リヨネが代表を出すようになった。そしてフランスは三国干渉で広州湾へ進出する一方、ファショダ事件ではイギリスに遠慮するような不自然さを呈した。世界は極東を置き去りにして、そのまま金本位制に傾いていった。

## ユーラシア包囲網
1895年6月20日、フランスは日本および清朝との間に協定を結んだ。ここで清朝に対して3点の要求を飲ませた。
- 雲南省の蒙自・蔓耗・思茅・河口、そして広西省の龍州を通商許可すること。
- トンキンから中国内陸部への鉄道延長。
- 雲南省・広西省・広東省の鉱山開発における優先権。

フランスは華南で利権を伸長するため外交を重ね、1898年に雲南鉄道の敷設権を得た。
同時にパリバとソシエテ・ジェネラルが北から動いていた。京漢鉄道を敷設したのは中国鉄道研究社だが、パリバとベルギー総合会社が参加していた。東清鉄道は露清銀行が敷設したが、露清銀行にもパリバだけでなくCNEP、クレディ・リヨネ、オタンゲルが参加していた。なかでもパリバは政府の強力な支援を受けていた。
1890年代末からイギリスも動き出し、鉄道・鉱山利権の獲得に動いた。なかでもビルマと四川省を結ぶ滇緬線と、漢口-成都鉄道の敷設権獲得に向け熱心であった。しかし、フランスと衝突するつもりはなかったようである。
1898年7月、インドシナ銀行と露清銀行は、ロシア政府の了解のもとに、蔵相コシュリーの仲介で交渉を重ね、次の3点を骨子とする協定を結んだ。
1. 露清銀行は、上海（翌年に出店）より南の地域には支店・出張所を出さない。
2. インドシナ銀行は上海（翌年に出店）より北に支店・出張所を開いてはならない。
3. 両銀行は相互に援助しあい、大事業に対する参加機会を分けあい、また、将来出店する諸都市では互いにコルレス関係を結ばなくてはならない。

これら3項目は、ケーブル・アンド・ワイヤレスと大北電信会社の1870年に協定された住み分けを想起させる。ケーブルの方は利益折半とするのが香港から上海までなのであるが、そういう「糊しろ」を使ってコルレス網ができる。
1900年5月16日、大統領デクレがインドシナ銀行の特権を更新した。これによる定款の主要な改正点は6点である。
1. 有効期限は1920年1月20日までとする。
2. 「支店を有するフランス植民地および保護領における国庫金出納業務」を義務とする。
3. 資本金を倍額の2,400万フランとする。
4. 中国・シャムに限らず、現地の慣習により必要と認められる場合、借主の手元にある商品を担保に貸し付けたり、支払人単独の保証で船荷証券を荷為替手形の支払人に引き渡したりできる。
5. 国債応募解禁。外国債に対する応募額は資本金の1/4を限度とする。店舗を有する諸国での事業参加は積立金の1/3を超えない範囲で許される。
6. 株主総会は少なくとも5年以上フランスまたはその植民地に居住しなければ出席できない。

2の権益は待遇としてフランス銀行並みである。3に対して払込資本金は1/4の600万フランであった。1906年2月（3,600万フラン）と1910年2月（4,800万フラン）の増資でも払込資本金の割合は1/4にとどまった。3/4を払い込ませるよりも、増資によりプレミアムを得た方が積立金を稼げたのである。この戦略は5の制限から意味を奪った。クレディ・リヨネはいずれの増資にも参加しなかったので、役員会より上の経営委員会には代表を送れなかった。4は既得権だった。従来は定款で認められていなかったゆえに摘発されてきた。しかし競争力保持のため銀行側がそれをずっと黙殺してきた。6は蔵相の要請で盛り込まれたが、しかし閨閥やコルレス網を分断するわけではなかった。

## 1907年恐慌を尻目に
利子付当座預金の受け入れは従来どおり可能とされたが、20世紀初頭はインドシナ国庫というヘビーユーザーが登場する。これについては、華南・華北・その他への出張所設置をみてから述べる。
華南をめぐっては、1901年3月11日のデクレで漢口・広東に出張所を設置することが認められ、翌年3月に開業した。雲南鉄道が通ってから、1913年7月11日のデクレで蒙自出張所が認可され、翌年1月2日に開業した。
華北をめぐっては、1906年1月21日のデクレで認可され、1907年に天津と北京へ支店を出した。1898年に露清銀行と協定したものを無視したのである。なぜならパリバが露清銀行の指導権を握れなかった。そして露清銀行支配人のロートシュタインが死ぬ1904年まで、フランスは露清銀行株式をパリ市場へ上場させなかった。露清銀行は1904年初頭に香港へ出店した。協定違反である。日露戦争後、露清銀行の活動が鈍っていた1905年10月のことであった。パリバ、CNEP、ソシエテ・ジェネラル、商工信用銀行、ユニオン・パリジェンヌ、フランス商工銀行（Banque Française pour le Commerce et de l’Industrie）が、インドシナ銀行を中心にシンジケートを組んで、香港上海銀行を中心とするシンジケート（British and Chinese Corporation, Pekin Syndicate, Yangtse Valley Company）と四川省の漢口-成都鉄道敷設権をめぐり協定し、中国中央鉄道会社（Chinese Central Railways Company, 華中鉄路公司）を創設した。インドシナ銀行が天津と北京へ支店を出したころ、1907年恐慌が起きて露清銀行は経営がゆきづまった。やがてソシエテ・ジェネラルの子会社と合併して露亜銀行となった。その役員に、ソシエテ・ジェネラル元頭取でオクタヴ・オンベルグの甥アンドレ・オンベルグを就けた。ロシア革命まで、ソシエテ・ジェネラルは露亜銀行を操縦できた。
なお、インドシナ銀行は華南・華北と前後して、バンコク・シャム・シンガポール・パペーテ・ジブチにも出張所を設けた。
さて、インドシナ国庫の利子付当座預金は1908年には2,000万ピアストルを超えて、銀行券総流通高を凌駕していた。1897-1898年の間インドシナ総督ポール・ドゥメールが財政を整え、その上で雲南鉄道等の大規模な公共事業が200家族に補助金つきで受注された。本国ではインドシナ公債が連発されて、インドシナ国庫は償還を迫られるようになった。この債務にあわせて預金残高が膨張したのである。預金は銀行券であったから、1900年8月以降は正貨準備率がしばしば100%を超えた。翌年10月19日に総督府が利上げを求めてきたので、インドシナ銀行は耐えかねて預金を鋳貨・地金で貸し出したいと切り出し、無事これを認められた。1902年春、上海出張所に150万ピアストル、広東と漢口の各出張所に100万ピアストルずつ、香港・バンコク・ポンディシェリの各出張所および支店に50万ずつ、計500万を輸出した。1911年春には正貨準備率が130%を記録し、再び総督府の許可を得て輸出に及んだ。このときの総額1000万は全てフランス・ピアストルであり、メキシコ・ピアストルを駆逐してもなお資金のだぶついていたことが分かる。1913年末までに総額1667万1000ピアストルを配ったのだから、中央銀行さながらである。

## 戦間期の改組問題
1913年、インドシナ銀行の利益率は60%に達した。翌年からの第一次世界大戦当時、英仏日露がどの二国間も条約で結びついていた。バルカン半島と極東がドイツ帝国と利害の衝突する商圏であった。インドシナ銀行の舞台は極東である。ソシエテ・ジェネラル、もといロチルドは、露亜銀行をソ連に分断されるまでに、億単位のフランを日本へ貸し付け満州鉄道関連投資を促し4度の日露協約を実現させていた。4度目の協約がなった1916年の秋、植民地省は極東の公使・領事に特権更新の是非をめぐりアンケートを実施した。不満を示す回答が寄せられ、フランス商人よりも外国商人が恩恵にあずかっているとのことであった。1900年更新のときと異なり、外務省はコメントを控えた。ソ連が興った1917年春、インドシナ銀行に対する不満と批判がフランス下院を動かした。急進党議員パスカル・セカルディの意見を採用し、下院は5月20日に特権延長をデクレでなく法律で行うことを決議した。政府案をめぐる政争は泥沼化し、特権は有効期限をすぎても更新されなかった。
1920年代の植民地はおしなべて好況下にあったが、なかでもフランス植民地は、折からのフラン危機を回避すべく本国資本が殺到して空前のブームにわいた。パリバ、ユニオン・パリジェンヌ、そしてオクタヴ・オンベルグ・ジュニアが1920年につくったフランス植民地金融社SFFC（世界恐慌#証券パニックから世界恐慌へを参照）などが、フランス植民地の開発ブームを煽動し、またそこへ参加していた。1929年6月に植民地大臣のマジノが本国のインドシナ銀行資本参加を提案した際、オンベルグはインドシナ銀行の役員で唯一賛成した。オンベルグ一族はロスチャイルドの閨閥であったから、本国は都合のよいパートナーであった。
更新法は世界恐慌が本格化したころの1931年3月31日施行された。骨子は以下の通りである。1)新株式9万6千株を発行して資本金を7,200万フランから1億2千万フランに増額し、4万8千株は国家が取得する。2)役員定数を15名から20名にふやし、このうち6名を政府が選ぶ。役員会の議長は官選とされたが、総支配人は役員会で選ばれた。3)生産的流通残高と当座貸付高に応じた賦課金を植民地国庫へ毎年納付する。同じく植民地国庫に総額約3700万フランを貸上げる。4)（植民地の）農業信用組合手形を低利で割り引く。5)政府の要請を受けて、毎年2店を限度に合計20店まで出張所を設ける。

## 極東から世界へ
第二次世界大戦中、インドシナ銀行は横浜正金銀行を相手方に、仏領インドシナを占領中の日本軍へ軍事費を貸し付けた。戦後はCFAフランと海外領土を足場にアフリカとラテンアメリカへ進出した。本国でも多数の企業に参加したが、パリバの支配力に遠く及ばなかった。インドシナ銀行の1953年投資額割合は、先のアフリカとアメリカ、そして欧州がそれぞれ25%で、インドシナは東南アジアと合わせて18%であった。1964年には、資産の約4割がフランスの植民地または従属国で活動する会社に配分されていた。1960年前後にはラザードがパリバに10%も参加した。ラザードはインドシナ銀行にも参加し、役員も派遣した。ラザードはソフィナの筆頭株主でもあったので、ロチルドに近いベルギーのアンタントから浸潤したものと評価できる。インドシナ銀行は1966年、ベルギーのアンパン財閥の持株会社エレクトライル（Electorail）および200家族シュネーデル系のユニオン・ユロペンヌ・アンドュストリエル・エ・フィナンシエール（これらはつまりシュナイダーエレクトリックの前身）と相互に提携し、低比率で株式の持合いを行った。1967年にはスエズ金融と提携し3つの投資信託会社を設立した。保険業にも進出している。
1970年11月、アシュランス・ドュ・グループ・ド・パリ（Assurance du Groupe de Paris）とコンパニ・ダシュランス・アベィユ・エ・ペ（CAAP）の合併が双方の役員会で承認された。新グループの持株会社の役員として合併する双方が7名ずつ送り出したが、インドシナ銀行はAGP側の1名を派遣した。AGPという保険トラストには、インドシナ銀行と関係が深いラ・パターネルという企業が統合されていた。インドシナ銀行は統合の際、AGP保険資本の16%を提供した。しかし、ラ・パターネルはAGPに派閥をつくってインドシナ銀行を締め出そうとした。1972年5月23日、親会社Paternelle SA.が、アンパンとシュネーデルからインドシナ銀行株を大量に買いつけて44%以上を取得してしまった。数日後、インドシナ銀行はAGPの株式7.7%をスエズ金融の子会社に譲渡して、スエズ金融グループにAGP資本の過半数である56%を保有させた。6月24日、インドシナ銀行とパターネルはスエズ金融を交えて一応の和解に至った。1974年、インドシナ銀行はスエズ金融の中核事業銀行バンク・ド・スエズ・エ・ド・リュニオン・デ・ミンと合併した。